# Pontalina
Pontalina là một đô thị thuộc bang Goiás, Brasil. Đô thị này có diện tích 1428,184 km², dân số năm 2007 là 17383 người, mật độ 12,2 người/km².